# مقاطعة لاسعانود
مقاطعة لاسعانود (بالصومالية: Degmada Laascaanood) هي إحدى مقاطعات محافظة سول شمال الصومال، عاصمتها مدينة لاسعانود. وتشمل بلدات يغوري، وأريعديي، وبوعمى وتوكرق.

## روابط خارجية
- مقاطعات الصومال